# Shot of Love
Shot of Love é o vigésimo primeiro álbum de estúdio do cantor Bob Dylan, lançado a 10 de Agosto de 1981.
O disco atingiu o nº 33 do Pop Albums.
O vocalista dos U2, descreveu Shot of Love como um dos seus discos favoritos, devido à capacidade de canto do artista.
| Críticas profissionais                                                      | Críticas profissionais |
| Avaliações da crítica                                                       | Avaliações da crítica  |
| Fonte                                                                       | Avaliação              |
| --------------------------------------------------------------------------- | ---------------------- |
| Allmusic                                                                    | [ 3 ]                  |
| Rolling Stone                                                               | [ 4 ]                  |
| Esta tabela precisa de ser acompanhada por texto em prosa. Consulte o guia. |                        |

## Faixas
Todas as faixas por Bob Dylan
1. "Shot of Love" – 4:18
2. "Heart of Mine" – 4:29
3. "Property of Jesus" – 4:33
4. "Lenny Bruce" – 4:32
5. "Watered Down Love" – 4:10
6. "Dead Man, Dead Man" – 3:58
7. "In the Summertime" – 3:34
8. "Trouble" – 4:32
9. "Every Grain of Sand" – 6:12

## Créditos
- Bob Dylan – Guitarra, harmónica, percussão, piano, teclados, vocal
- Carolyn Dennis – Vocal, vocal de apoio
- Steve Douglas – Saxofone
- Tim Drummond – Baixo
- Donald "Duck" Dunn – Baixo
- Jim Keltner – Bateria
- Clydie King – Vocal, vocal de apoio
- Danny "Kootch" Kortchmar – Guitarra, guitarra elétrica
- Regina McCrory – Vocal, vocal de apoio
- Carl Pickhardt – Piano
- Madelyn Quebec – Vocal, vocal de apoio
- Steve Ripley – Guitarra
- William D. "Smitty" Smith – Órgão
- Ringo Starr – Bateria
- Fred Tackett – Guitarra
- Benmont Tench – Teclados
- Ronnie Wood – Guitarra
- Monalisa Young – Vocal